# Ossido nitrico reduttasi
La ossido nitrico reduttasi è un enzima appartenente alla classe delle ossidoreduttasi, che catalizza la seguente reazione:
ossido nitrico + H2O + accettore ⇄ 2 ossido nitrico + accettore ridotto
L'enzima è un eterodimero di citocromo b e c. La fenazina metosolfato può agire da accettore.